# San Salvador
San Salvador är huvudstaden i El Salvador, och är belägen i den centrala delen av landet, mellan vulkanen San Salvador och landets största sjö, Lago de Ilopango. Staden grundades den 1 april 1525, men flyttades därefter ett par gånger under 1500-talet till den nuvarande platsen. San Salvador har flera gånger drabbats av jordbävningar, den värsta 1854. 1917 ledde ett vulkanutbrott till tre större jordbävningar som skadade staden så svårt att huvudstaden tillfälligt fick flyttas till Santa Tecla.
I början av 1900-talet hade San Salvador bara cirka 30 000 invånare, men utgör idag Centralamerikas tredje största storstadsområde, efter Guatemala City och San José. Vid folkräkningen 2007 hade staden 316 090 invånare, med totalt 1 566 629 invånare i hela storstadsområdet, inklusive bland annat Apopa, Delgado, Ilopango, Mejicanos, Santa Tecla och Soyapango.